# 津沢寿志
津沢 寿志（つざわ　ひさし、1948年6月8日 - ）は、日本の柔道家（8段）。身長170cm。

## 経歴
富山県にて、警察官で柔道選手としても活躍した父親（講道館7段）のもと、5人兄弟（姉2人、兄1人、弟1人）として育った。
幼少時はスポーツ万能で、走るのも早く、相撲も強かった。「当時はあまり玩具などもない時代で、近所の子供が集まって野山で駆けっこばかりして遊んでいた事で、自然に体力がついたのだろう」と津沢は語る。
南郷中学に入学と同時に柔道を始めたが、柔道部顧問が柔道の専門家ではなかったため、部活の練習は上級生が下級生に教えるというものだった。そのため、中学時代の主だった成績というのも、中学3年の時に個人戦で県2位に入賞した程度だった。
1964年に県立砺波高校 商業科に入学すると、社会科教諭で中央大学柔道部出身の向健三のもとで厳しい鍛錬に励んだ。津沢は従前より相撲力士の琴ヶ濱（大関）の内掛けを参考にした大内刈を得意とし、同じく大内刈を得意とする向のもとで更に技に磨きをかけ、この頃に勝った試合の約8割が大内刈によるものだったという。
2年生の終わり（1966年2月）には急性腎炎を患いその後2カ月間の入院生活を余儀なくされたものの、退院直後の6月にはインターハイの県予選を勝ち抜いて富山県代表に。青森県で開催されたインターハイ本戦は、個人戦（中量級）で準優勝・団体戦で3位という好成績を残した。また高校時代には国体等でも活躍している。
大学進学に際し、父親は自分の出身校である日本大学を、顧問の向も自身の出身校中央大学を、それぞれ津沢に勧めたが、津沢が選んだのは後者だった。
“業師を育てる”をモットーとし、実際に岡野功や関根忍ら小柄な名選手を多く輩出してきた中央大学の練習は、上背のない津沢にはうってつけだった。津沢の「恐らく、日本の大学で一番多く打ち込み練習をしていた」の言葉に裏打ちされた日々の猛稽古は勿論の事、大学在学中から岡野の主催する正気塾で寝泊まりし、そこで岡野に鍛えられるなど、指導員に恵まれた事も津沢にとってはプラスだった。
豊富な練習量と恵まれた柔道環境の結果、大学在学中には2年から4年まで全日本学生選手権の軽量級を3連覇している。
大学卒業後は岡野功が運営する「正気塾」に所属し、1971年7月の全日本選抜体重別選手権では決勝で南喜陽（新日鉄）を破り、シニア初タイトル。同年9月に西ドイツのルートヴィヒスハーフェンで開催された世界選手権では、軽中量級で3連覇を狙う湊谷弘（金沢工業大学教員）を破って優勝を成し遂げた。この大会の準決勝戦での決まり技は、大学時代に研究を重ね正気塾で磨き上げた体落で、それまでの稽古の集大成とも言える技だった。
その後、博報堂にてサラリーマンに。1975年9月の全日本選抜体重別選手権で敗れてモントリオール五輪の代表の座を逃すと、「その敗北でいっぺんに柔道への情熱を失った」と津沢。直後に渡米して1年間アメリカで漂流生活を送った。帰国後は柔道整復師を志して専門学校に入学し、1979年に地元富山県の高岡市にて、実兄と同業の接骨院を開業。1990年には上京して、1992年4月に母校・中央大学の監督に就任した。「闘志を前面に出して攻めろ、逃げるな」という指導方針のもと、2000年には全日本学生優勝大会で中央大学を24年ぶり3回目の優勝に導くなどの功績を残している。2003年3月1日付にて中央大学監督を退くと、全日本柔道連盟会長嘉納行光の依頼により、岩田久和の後任として同年4月から連盟の事務局長に就任した。
以後、東京や高岡市で複数の接骨院を経営していたが、介護サービス業に転向。会社名 トータル・メディカル津沢株式会社 屋号「ひだまり」として、富山県を中心に介護サービス業を営む。柔道では、フォーリーフジャパンや東京大学柔道部にて師範を務め、後進の指導に当たる。2012年のロンドン五輪では、女子57kg級で教え子の松本薫が金メダルを獲得した。同松本薫 は、2016年のリオデジャネイロ五輪でも銅メダルを獲得している。

## 主な戦績
- 1966年　-　インターハイ　中量級　2位
- 1968年-1970年 -　全日本学生柔道選手権大会　3連覇
- 1971年　-　体重別　軽量級　優勝
- 1971年　-　世界柔道選手権大会　軽中量級　優勝
- 1972年、1974年 -　体重別　軽中量級　3位